# Crazy Horse

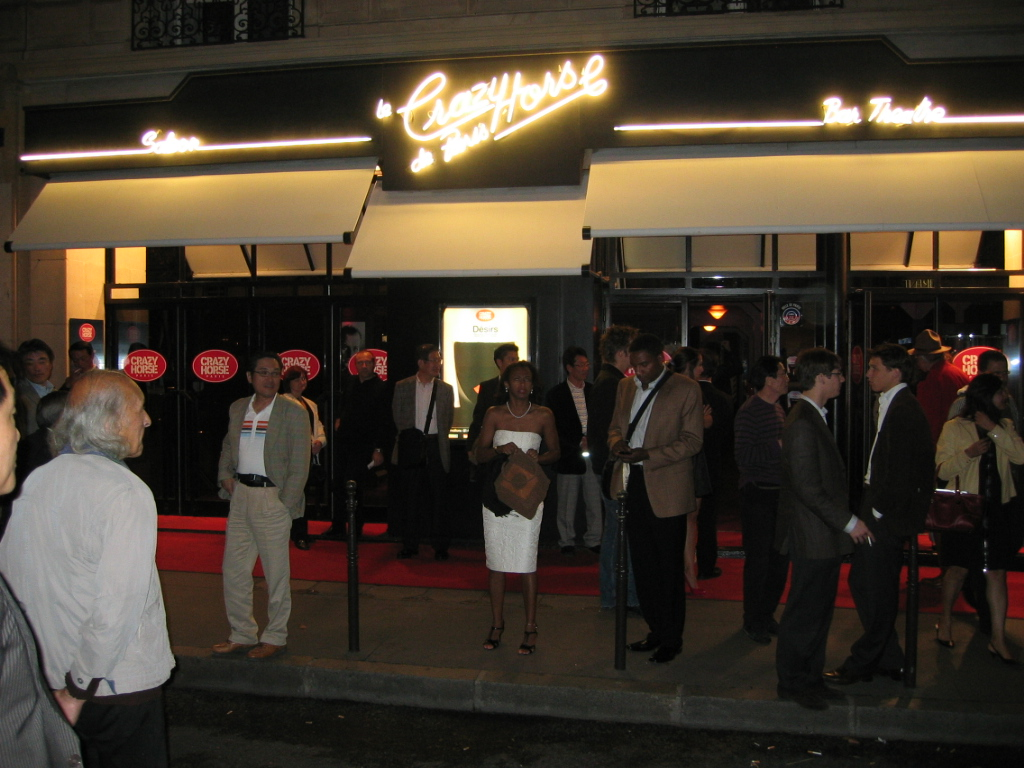
Fachada del Crazy Horse.

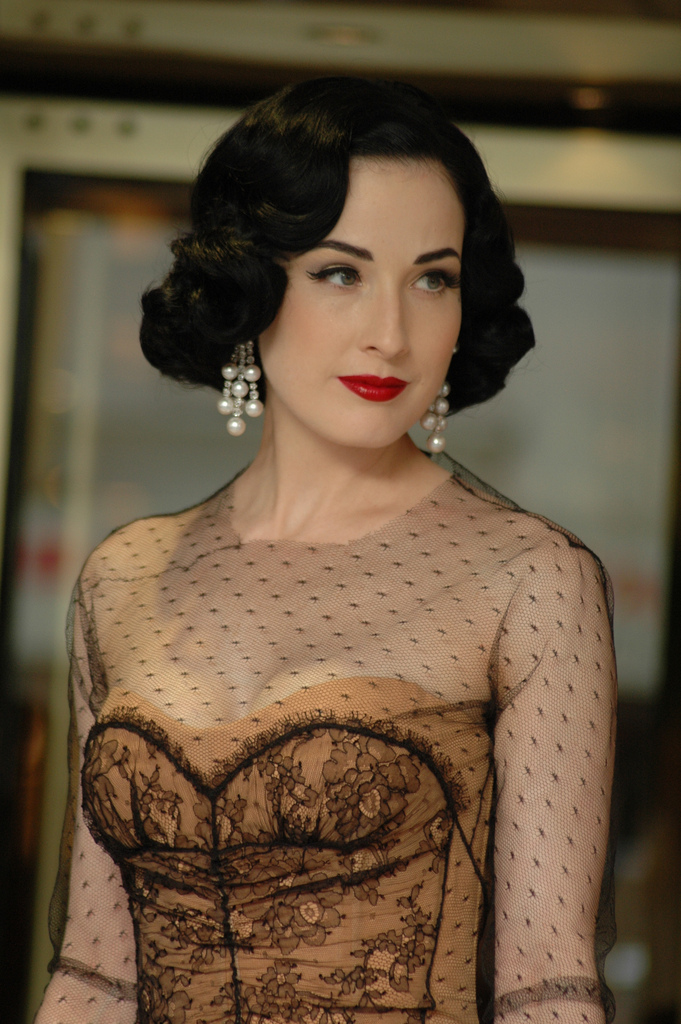
Dita Von Teese.

El Crazy Horse (Crazy Horse Saloon, saloon del caballo loco) es un cabaret parisino muy notable por su carácter innovador, esteticista y vanguardista. Fue fundado por Alain Bernardin en 1951.
Lo más característico de este cabaret es un juego de luces muy sofisticado. El espectáculo está protagonizado por un grupo de bailarinas, pero puede incluir actuaciones muy diversas. En esta sala actuaron, entre otros muchos, la actriz y modelo Pamela Anderson, el cantautor Charles Aznavour, la actriz y cantante Arielle Dombasle (con el nombre artístico de Dolorès Sugar Rose), la vedette burlesque Dita Von Teese, el cantante austriaco Conchita Wurst, y Lisa Manobal, integrante del grupo femenino BLACKPINK. Los nombres artísticos de las bailarinas, escogidos por su sonoridad, capacidad de sugerencia o por ser juegos de palabras, como Rita Cadillac, Diva Terminus o Lova Moor (juego de palabras: Lova Moor = love amour, amor amor), por citar solo tres de las que llegarían a ser más famosas, fueron imitados con frecuencia, primero, por bailarinas de striptease y vedettes, y, a finales del siglo XX y principios del siglo XXI, también por actrices porno. 
La sintonía (en francés indicatif) del local, Crazy-Horse swing, fue compuesta por Serge Gainsbourg en 1963.

## Artículos
- Les danseuses du Crazy Horse saloon s'habillent de nouvelles lumières, Véronique Mortaigne, en Le Monde, 6 de diciembre de 2007.

## Film
- Crazy Horse de Paris de Alain Bernardin, 1977.

## Video
- Crazy Horse. Paris. Le Show (DVD). francetélévisions éditions, 2003.